# Limnephilus nigriceps
Limnephilus nigriceps är en nattsländeart som först beskrevs av Zetterstedt 1840.  Limnephilus nigriceps ingår i släktet Limnephilus och familjen husmasknattsländor. Arten är reproducerande i Sverige. Inga underarter finns listade i Catalogue of Life.